# Apața, Brașov
Apața (în germană Geist, în dialectul săsesc Gist, în maghiară Apáca, în latină Monachalis) este o comună în județul Brașov, Transilvania, România, formată numai din satul de reședință cu același nume.

## Așezare
Singurul sat al comunei se află pe DN13, între localitățile Măieruș și Ormeniș. Are acces la calea ferată, respectiv tronsonul Brașov - Sighișoara.
La est este mărginit de râul Olt, iar la vest de Munții Perșani.

## Demografie
Componența etnică a comunei Apața
     Români (36,82%)
     Maghiari (28,61%)
     Romi (24,58%)
     Alte etnii (0,06%)
     Necunoscută (9,92%)
Componența confesională a comunei Apața
     Penticostali (51,88%)
     Evanghelici luterani (26,41%)
     Ortodocși (8,46%)
     Alte religii (2,93%)
     Necunoscută (10,32%)
Conform recensământului efectuat în 2021, populația comunei Apața se ridică la 3.275 de locuitori, în creștere față de recensământul anterior din 2011, când fuseseră înregistrați 3.169 de locuitori. Cei mai mulți locuitori sunt români (36,82%), cu minorități de maghiari (28,61%) și romi (24,58%), iar pentru 9,92% nu se cunoaște apartenența etnică. Din punct de vedere confesional, majoritatea locuitorilor sunt penticostali (51,88%), cu minorități de evanghelici luterani (26,41%) și ortodocși (8,46%), iar pentru 10,32% nu se cunoaște apartenența confesională.

## Politică și administrație
Comuna Apața este administrată de un primar și un consiliu local compus din 13 consilieri. Primarul, György Drăgan[*], de la Partidul Național Liberal, este în funcție din octombrie 2020. Începând cu alegerile locale din 2024, consiliul local are următoarea componență pe partide politice:
|  | Partid                                 | Consilieri | Componența Consiliului | Componența Consiliului | Componența Consiliului | Componența Consiliului | Componența Consiliului | Componența Consiliului | Componența Consiliului |
|  | -------------------------------------- | ---------- | ---------------------- | ---------------------- | ---------------------- | ---------------------- | ---------------------- | ---------------------- | ---------------------- |
|  | Partidul Național Liberal              | 7          |                        |                        |                        |                        |                        |                        |                        |
|  | Uniunea Democrată Maghiară din România | 4          |                        |                        |                        |                        |                        |                        |                        |
|  | Alianța Maghiară din Transilvania      | 2          |                        |                        |                        |                        |                        |                        |                        |

## Istorie
Atestată încă din 1377, Apața este localitatea unde s-a născut la 1625 Apáczai Csere János (d. 1659), unul dintre cei mai de seamă reprezentanți ai filosofiei carteziene în Transilvania, adept al raționalismului cartezian și al sistemului lui Nicolaus Copernic.
În documentele castelului Bran se arată că Apața făcea parte din domeniile castelului și că în anul 1543 plătea acestuia „decima maior” (dijma în cereale) din grâu, orz, secară și ovăz.
Lângă Apața, pe drumul spre Ormeniș, se află ruinele unei cetăți datând din secolul al XIV-lea, de pe vremea regelui Ludovic cel Mare. Cetatea avea un important rol de apărare în timpul năvălirilor tătare.

## Primarii comunei
- 1996[7] - 2000 - Varga Mihail, de la UDMR
- 2000[8] - 2004 - Bölöni Iuliu, de la UDMR
- 2004[9] - 2008 - Bölöni Iuliu, de la UDMR
- 2008[10] - 2012 - Bölöni Iuliu, Independent
- 2012[11] - 2016 - Bölöni Iuliu, de la UDMR
- 2016[12] - 2020 - Bölöni Láslö, de la UDMR
- 2020[13] - 2024 - Drăgan György, de la PNL

## Vezi și
- Biserica fortificată din Apața
- Pădurea Bogata (arie de protecție specială avifaunistică (sit SPA)
- Oltul Superior (sit de importanță comunitară)

## Imagini

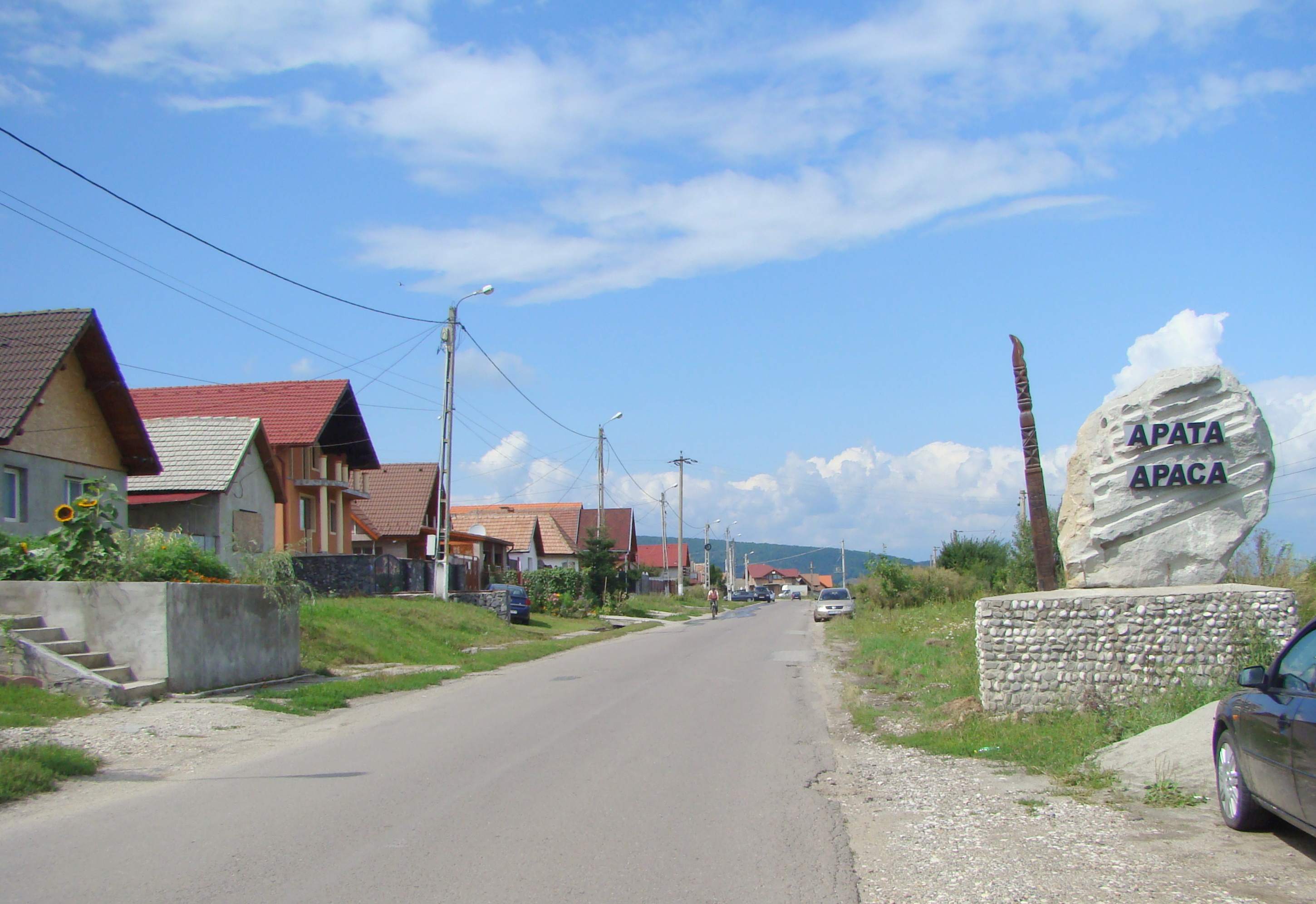
Intrarea în localitate
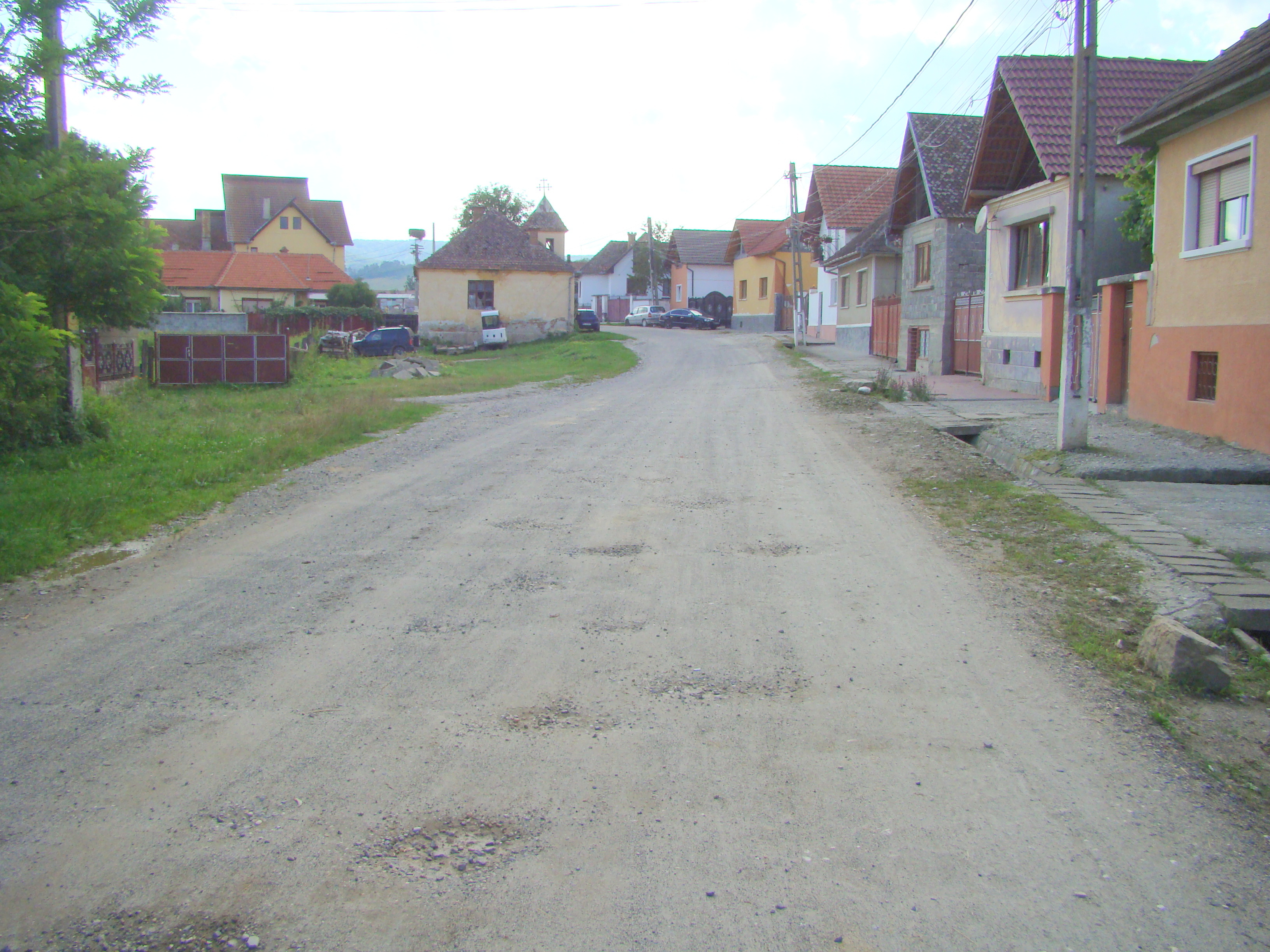
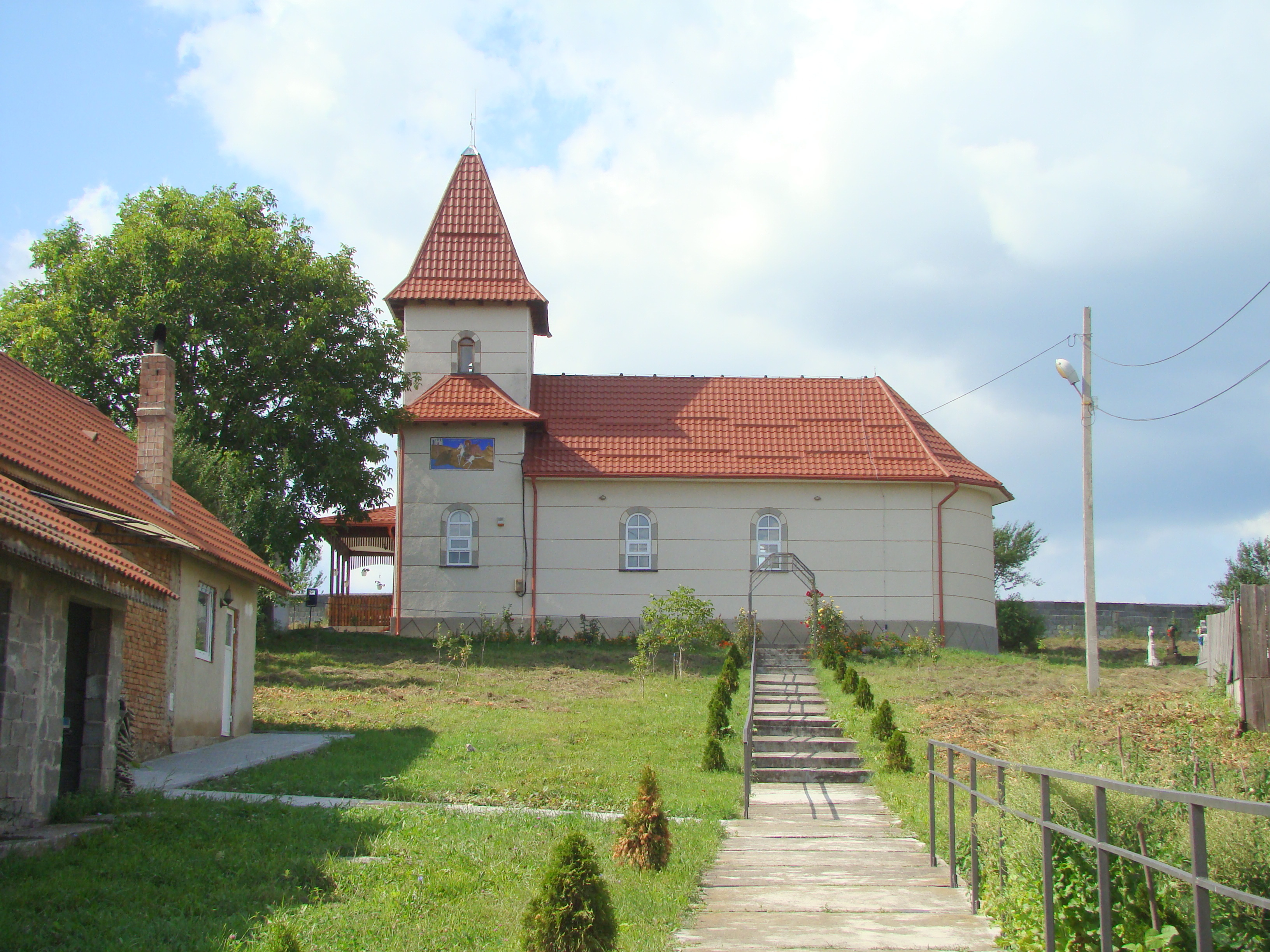
Biserica ortodoxă
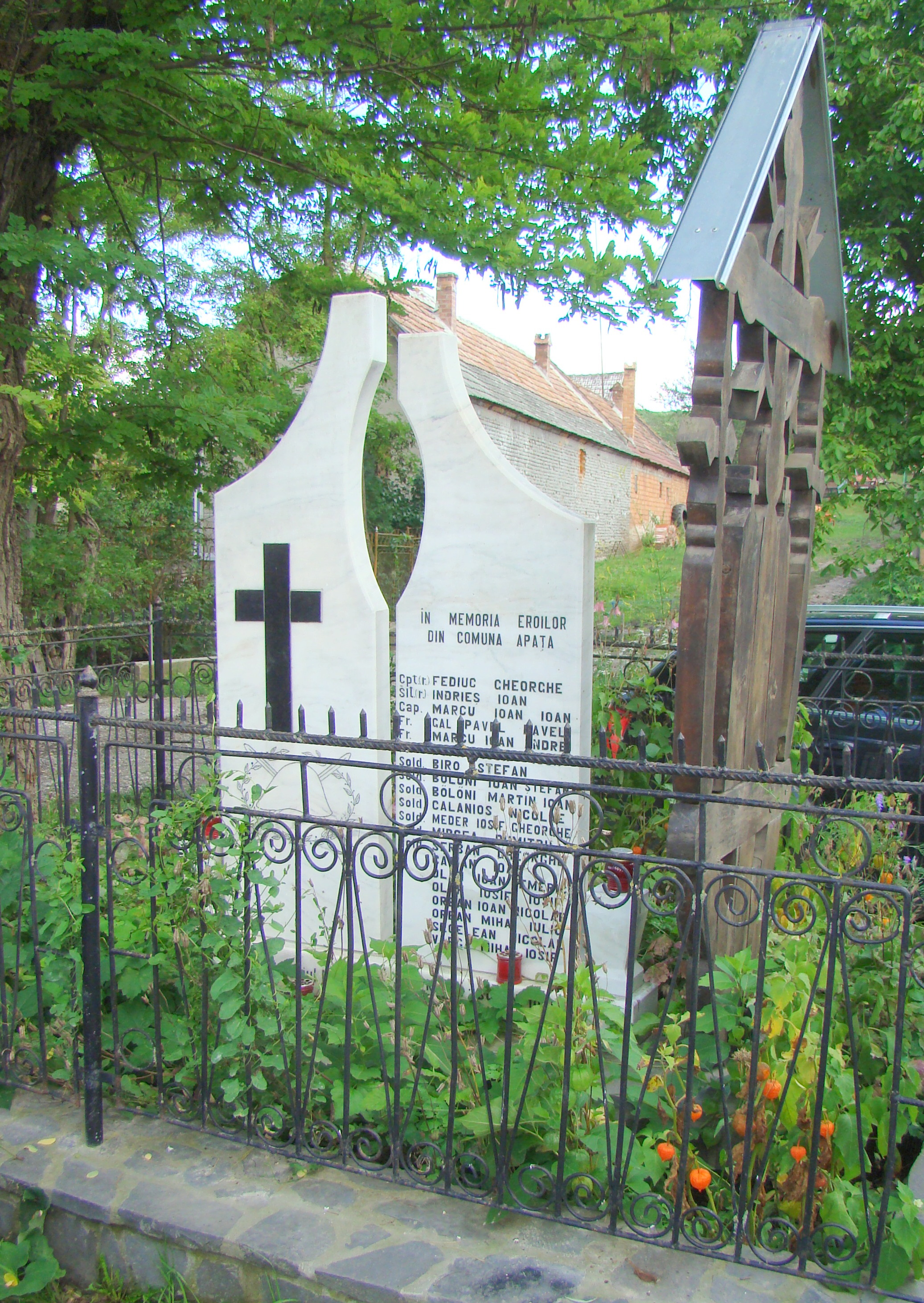
Monumentul eroilor
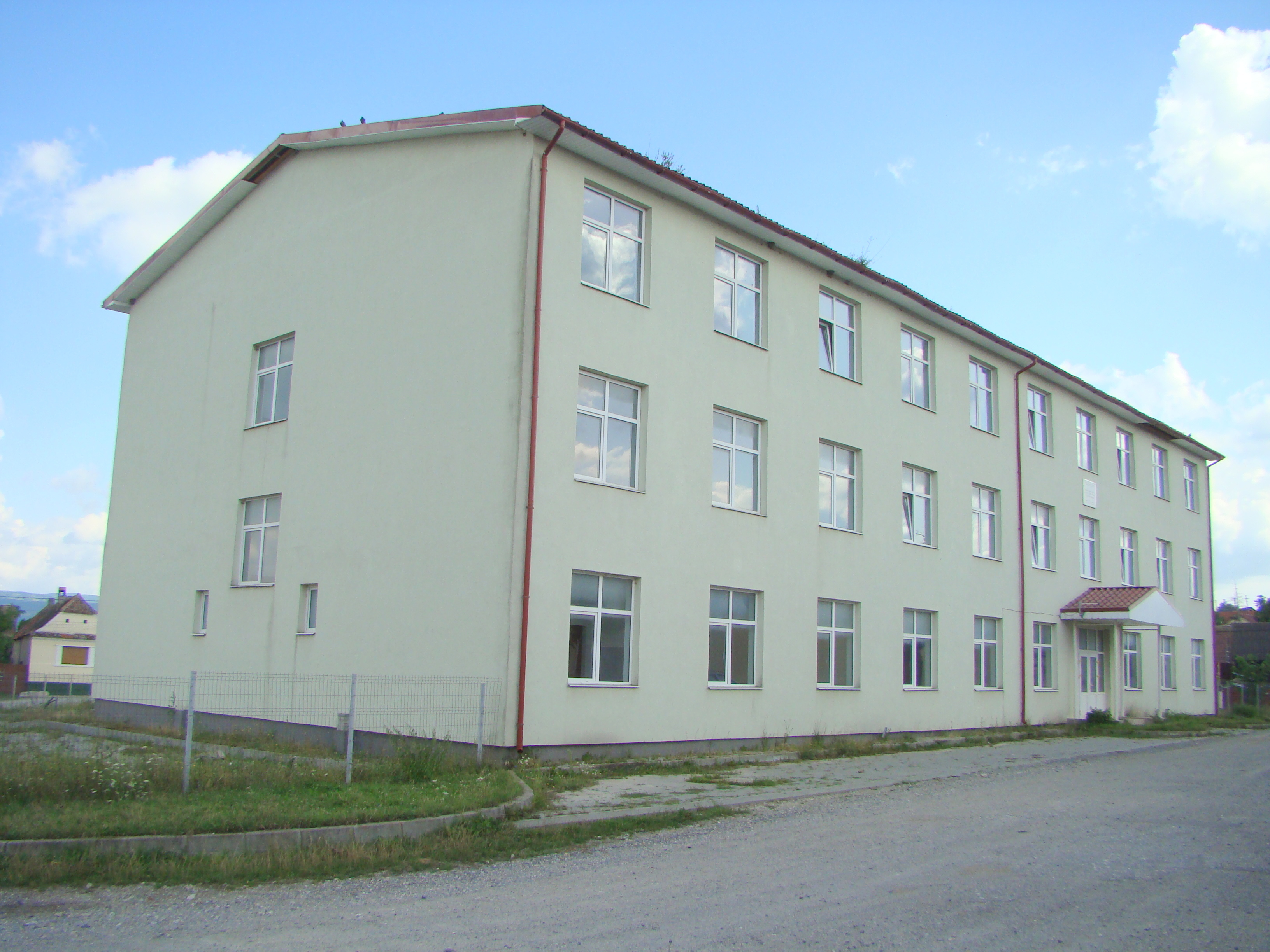
Școala
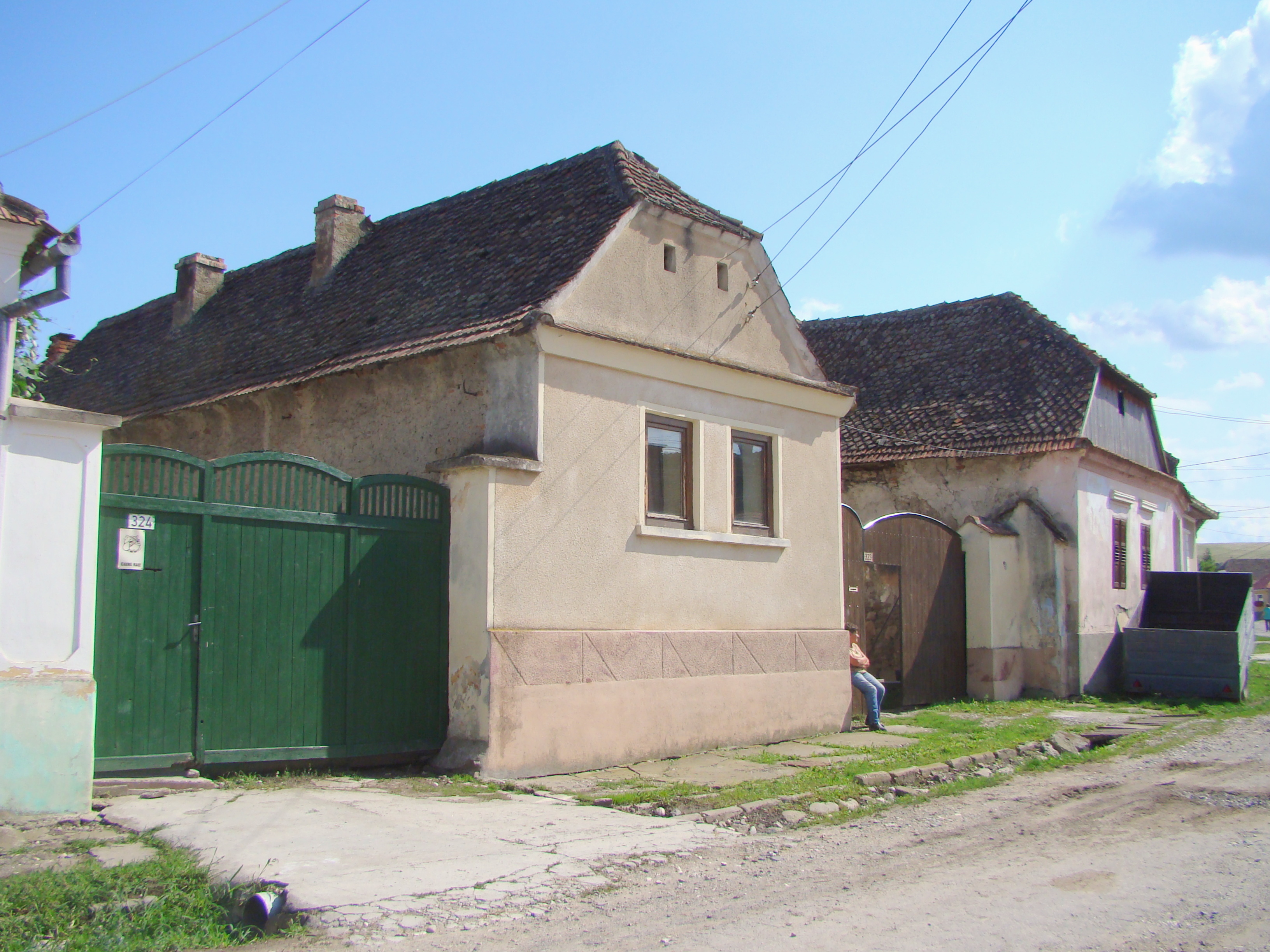
Ansamblul rural „Str. Mare” (monument istoric)
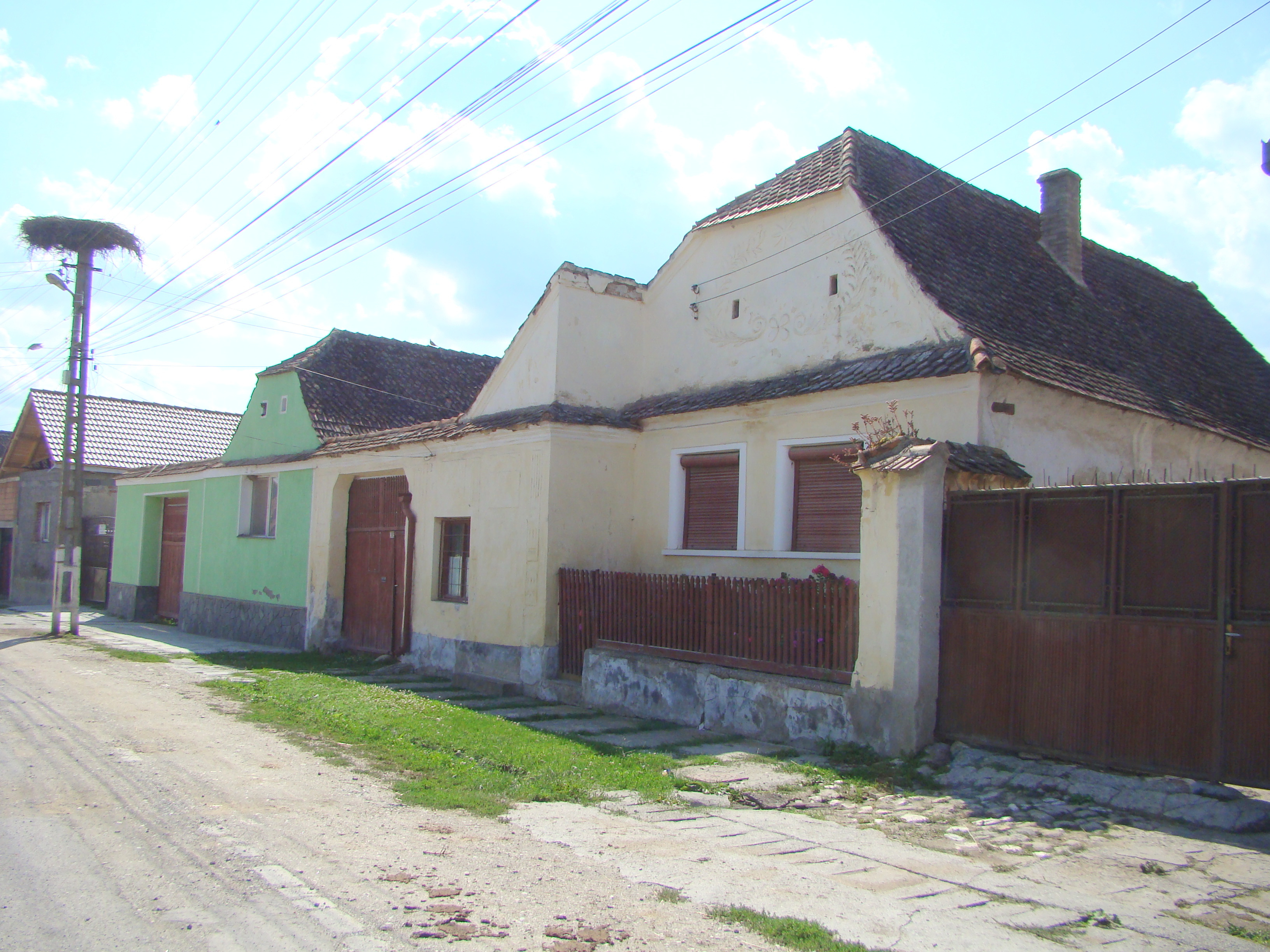
Ansamblul rural „Str. Mare” (monument istoric)
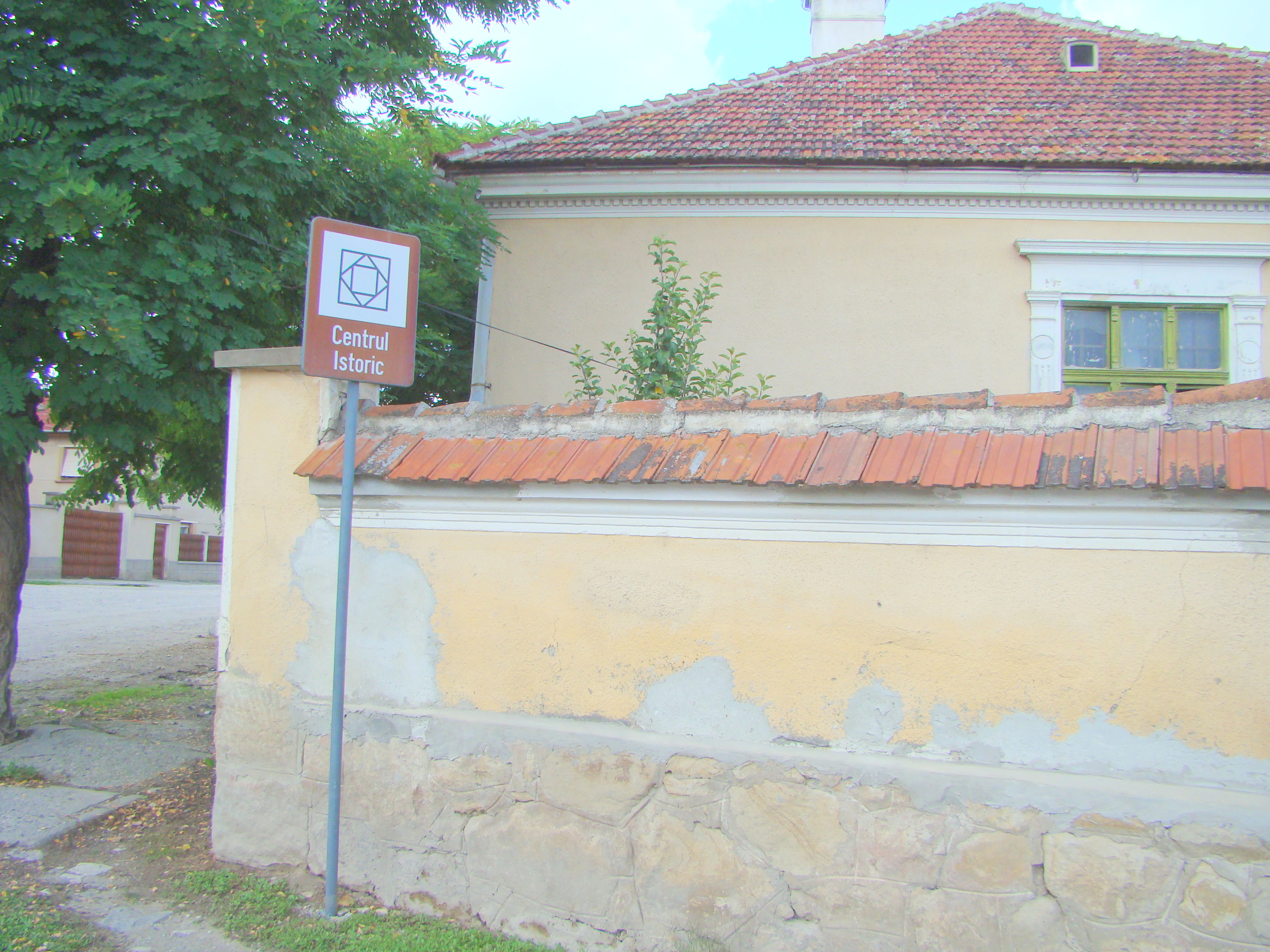
Ansamblul rural „Str. Mare” (monument istoric)
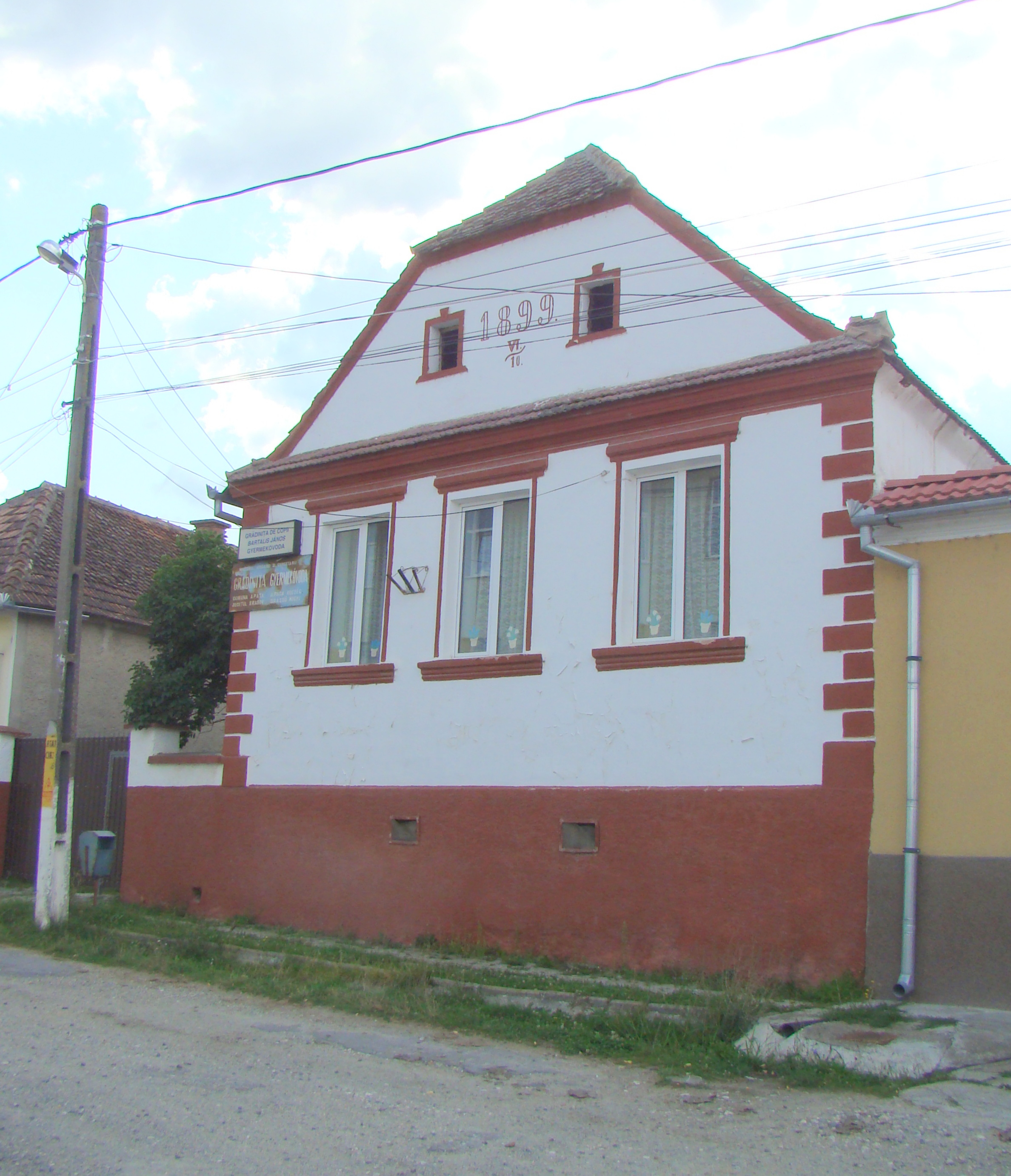
Ansamblul rural „Str. Mare” (monument istoric)
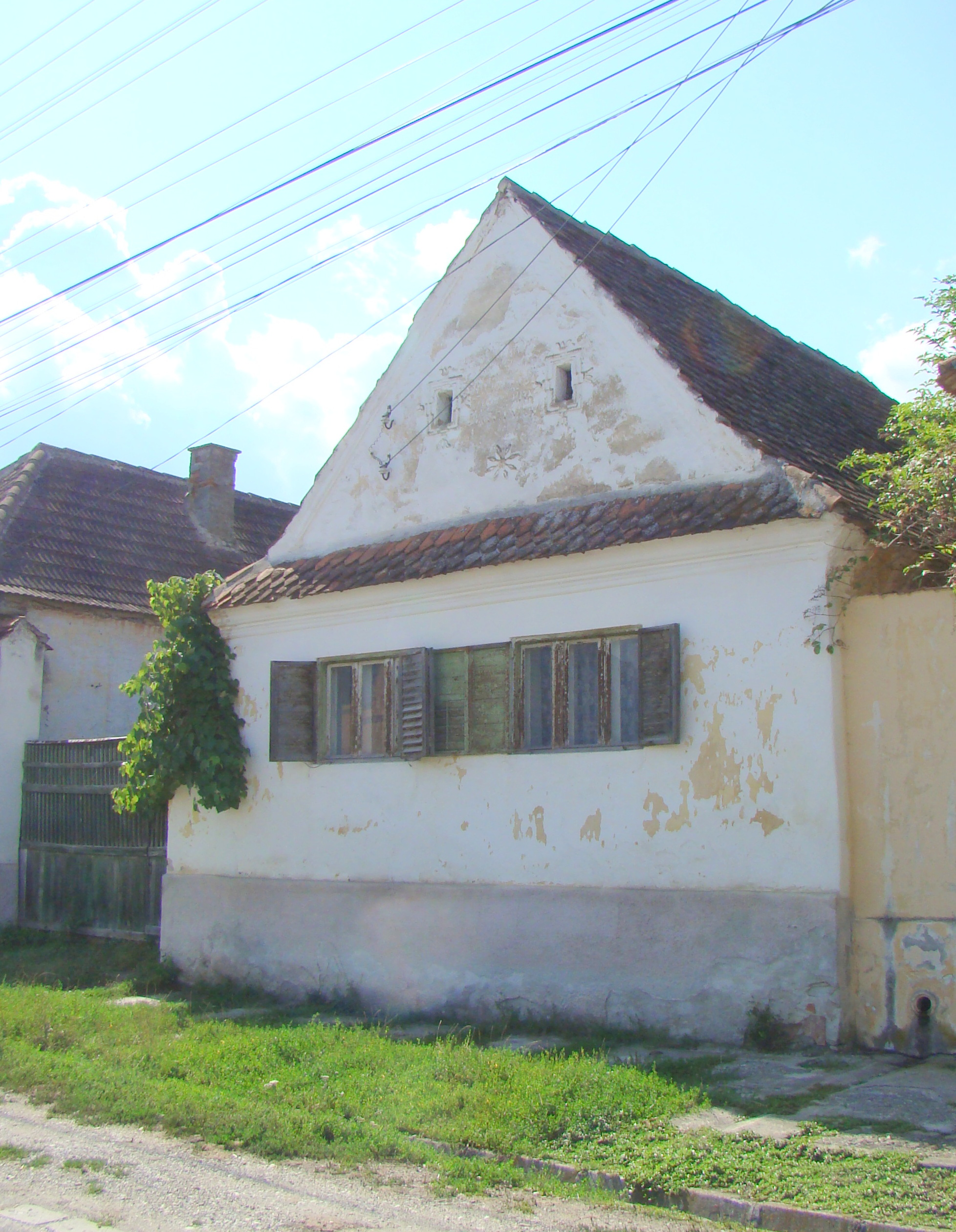
Ansamblul rural „Str. Mare” (monument istoric)
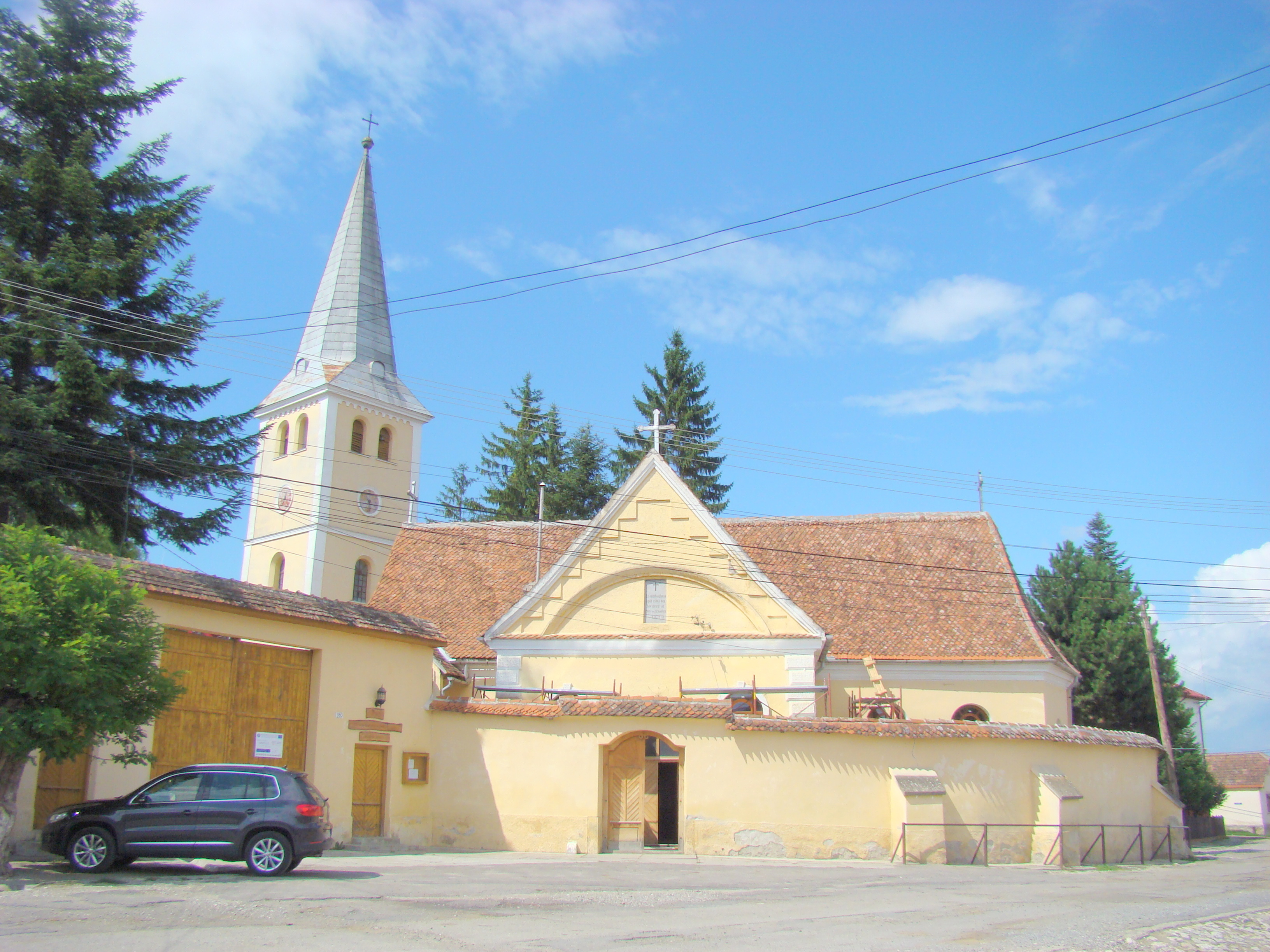
Biserica evanghelică maghiară (monument istoric)
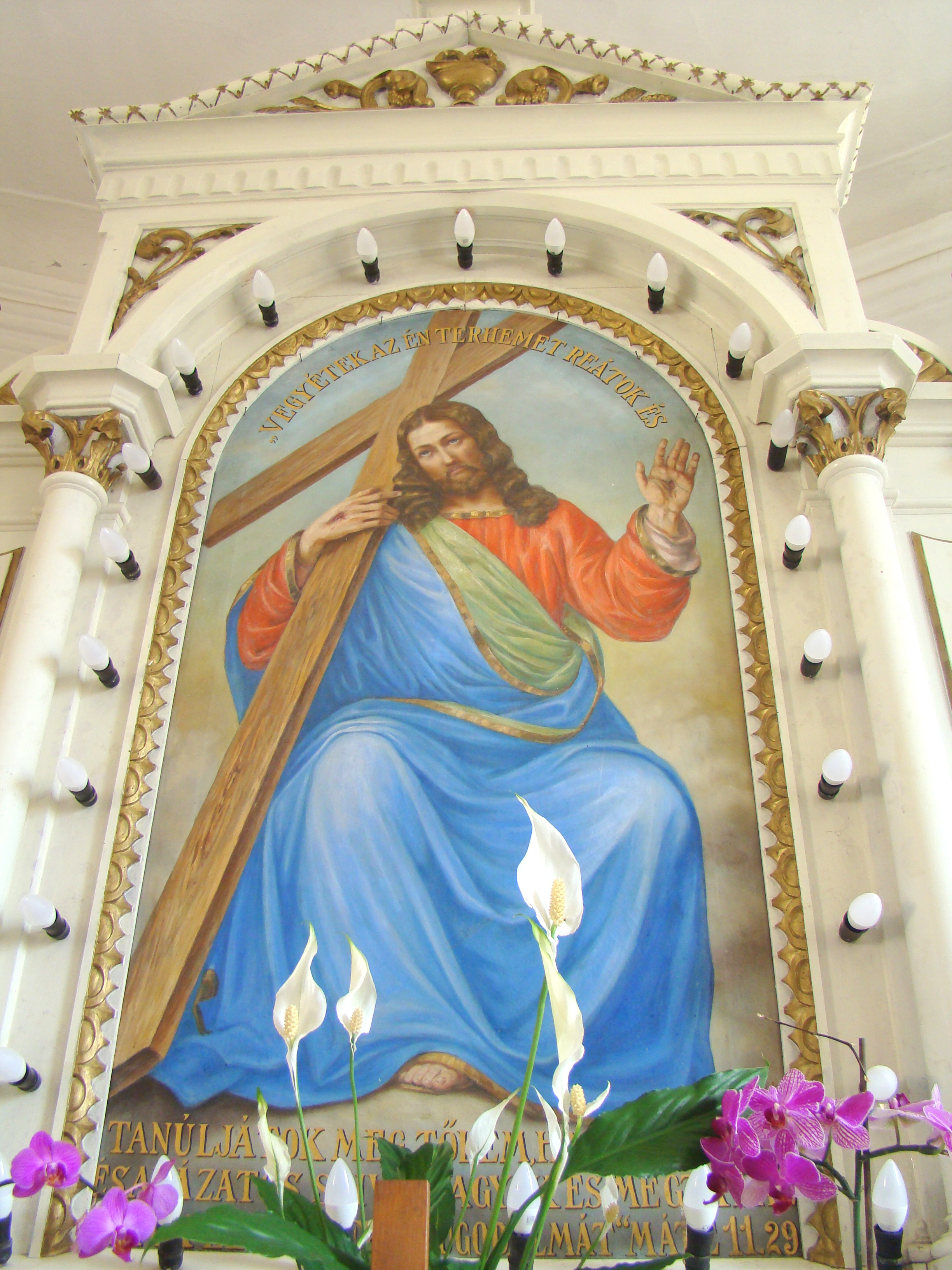
Altarul
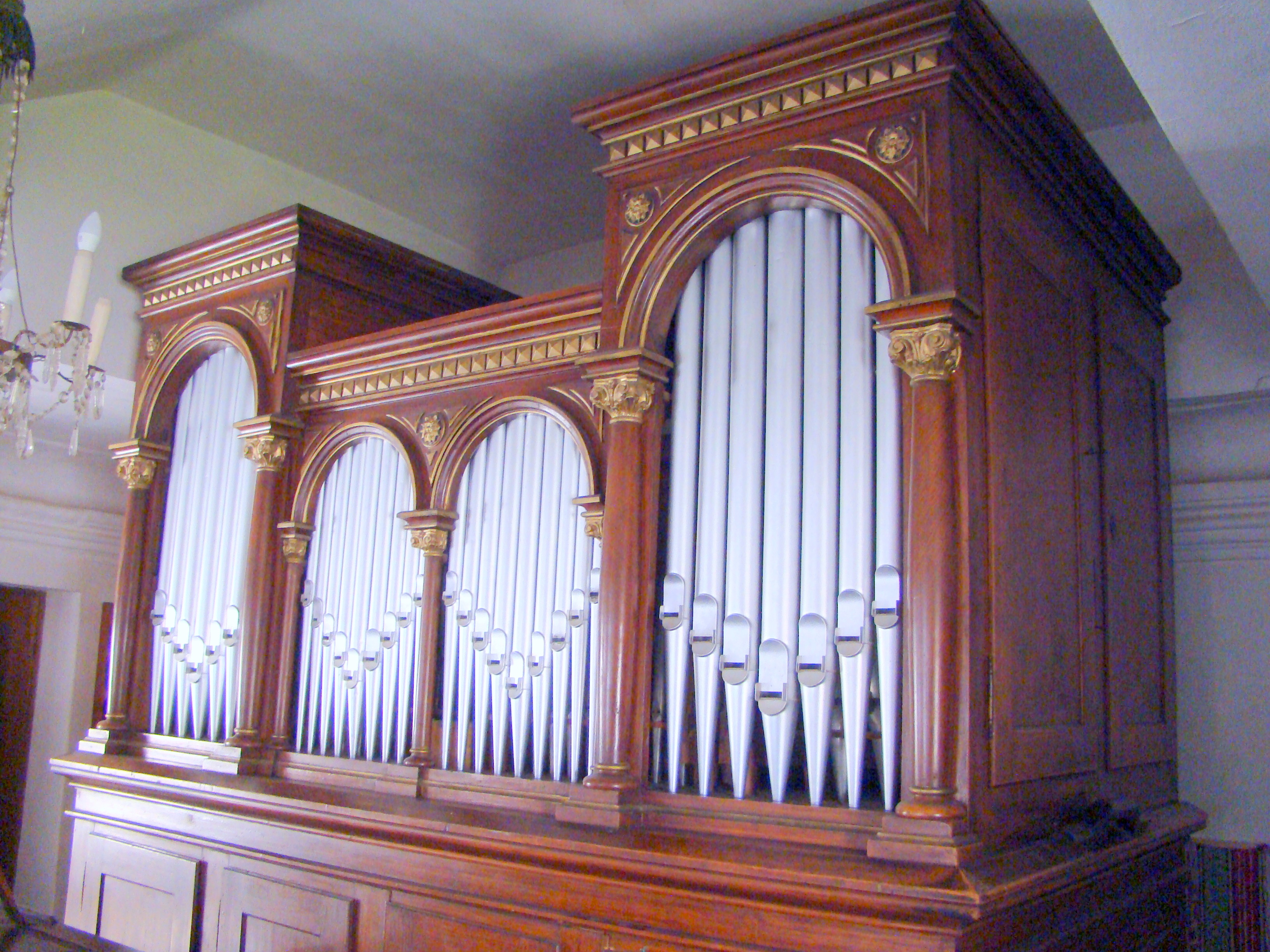
Orga bisericii
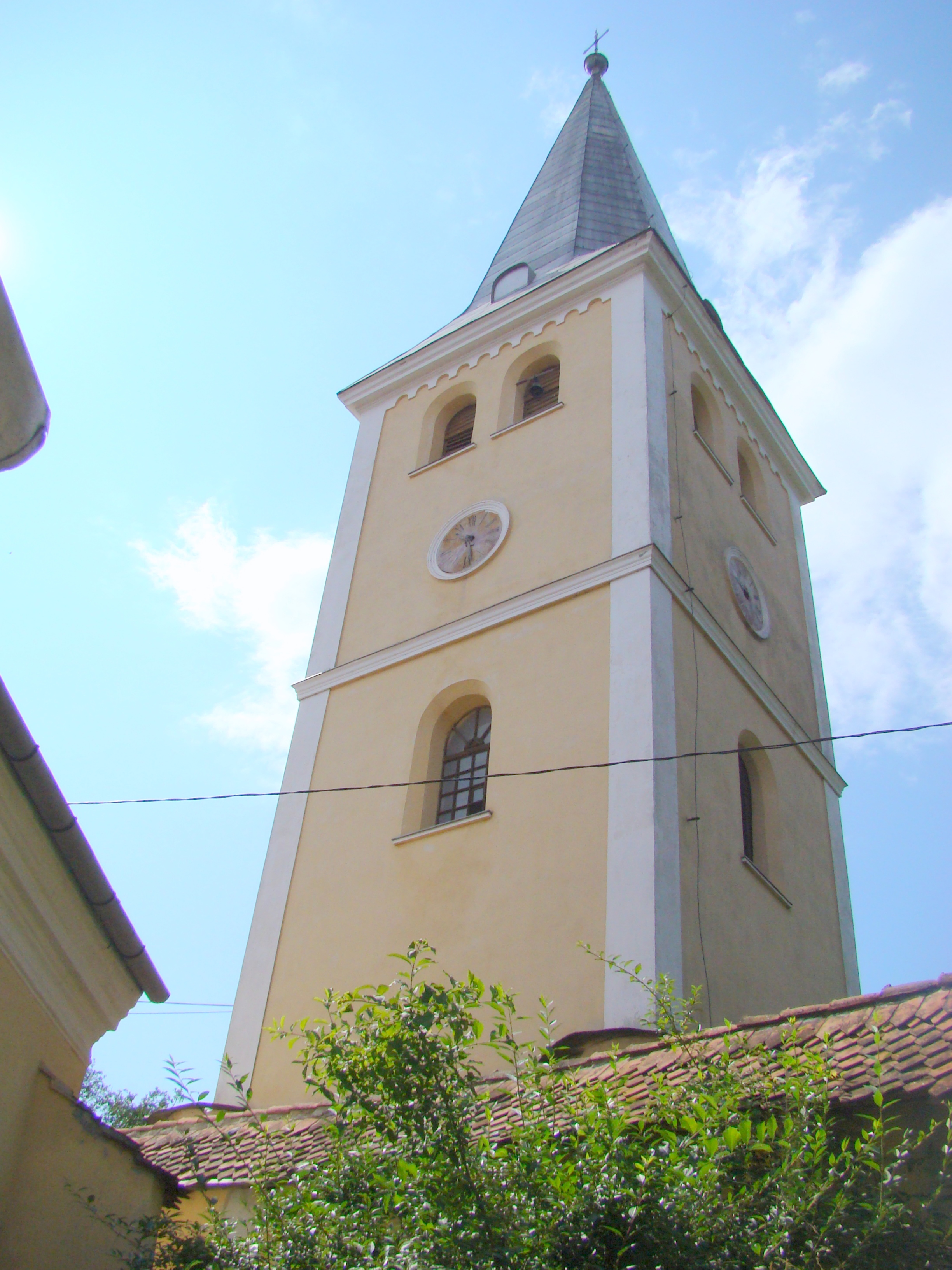
Turnul-clopotniță
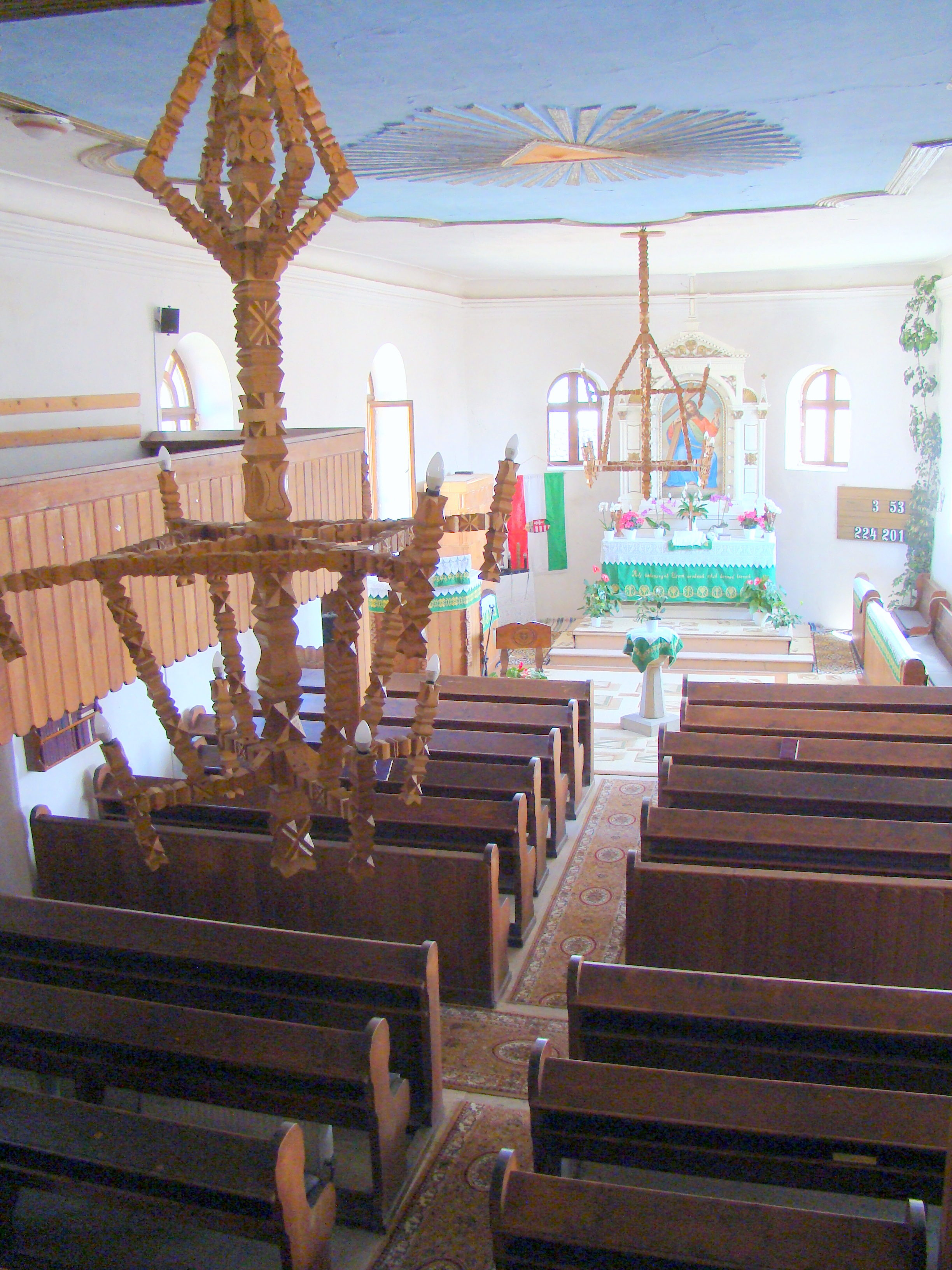
Interiorul văzut din empora vestică
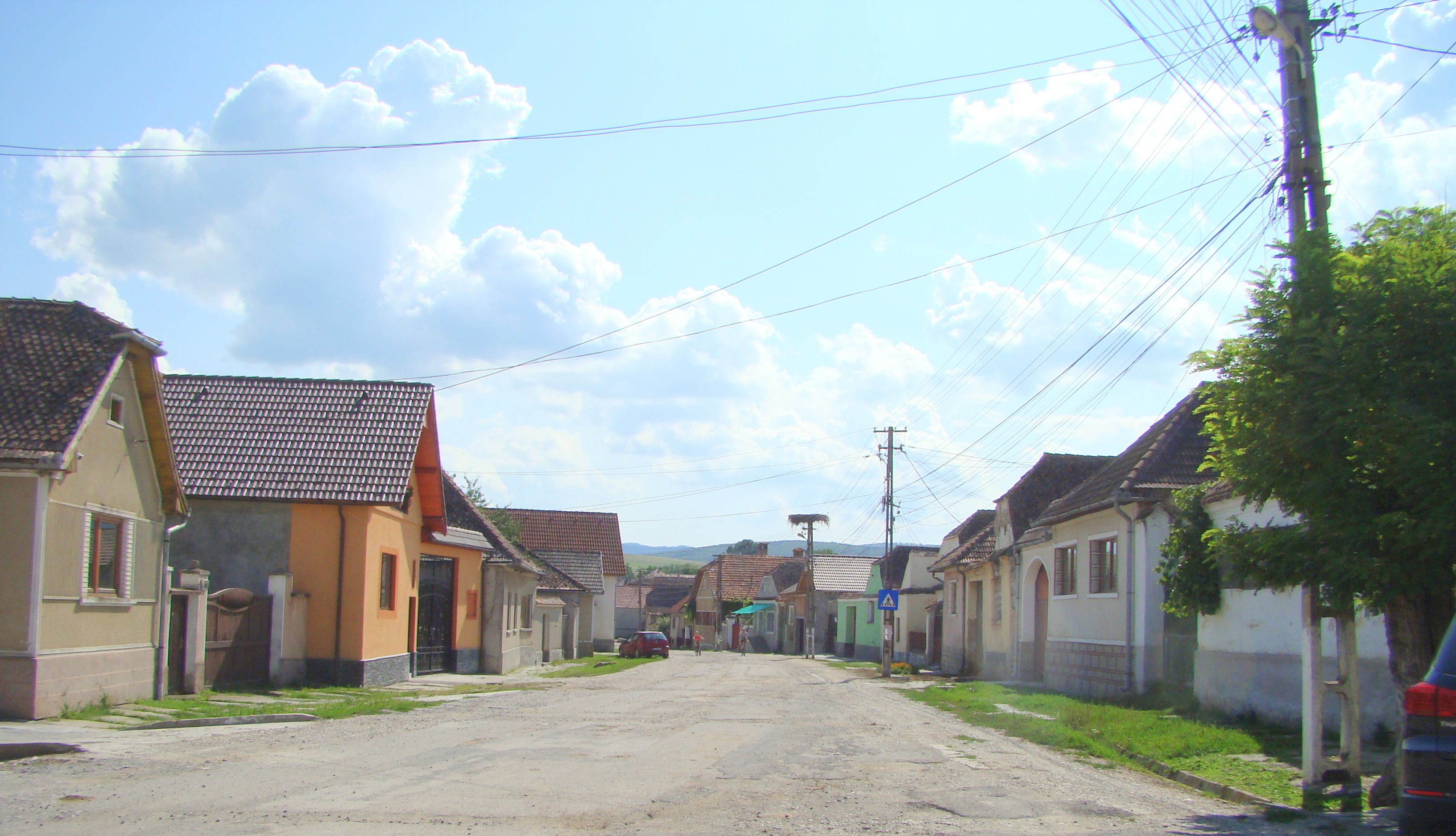
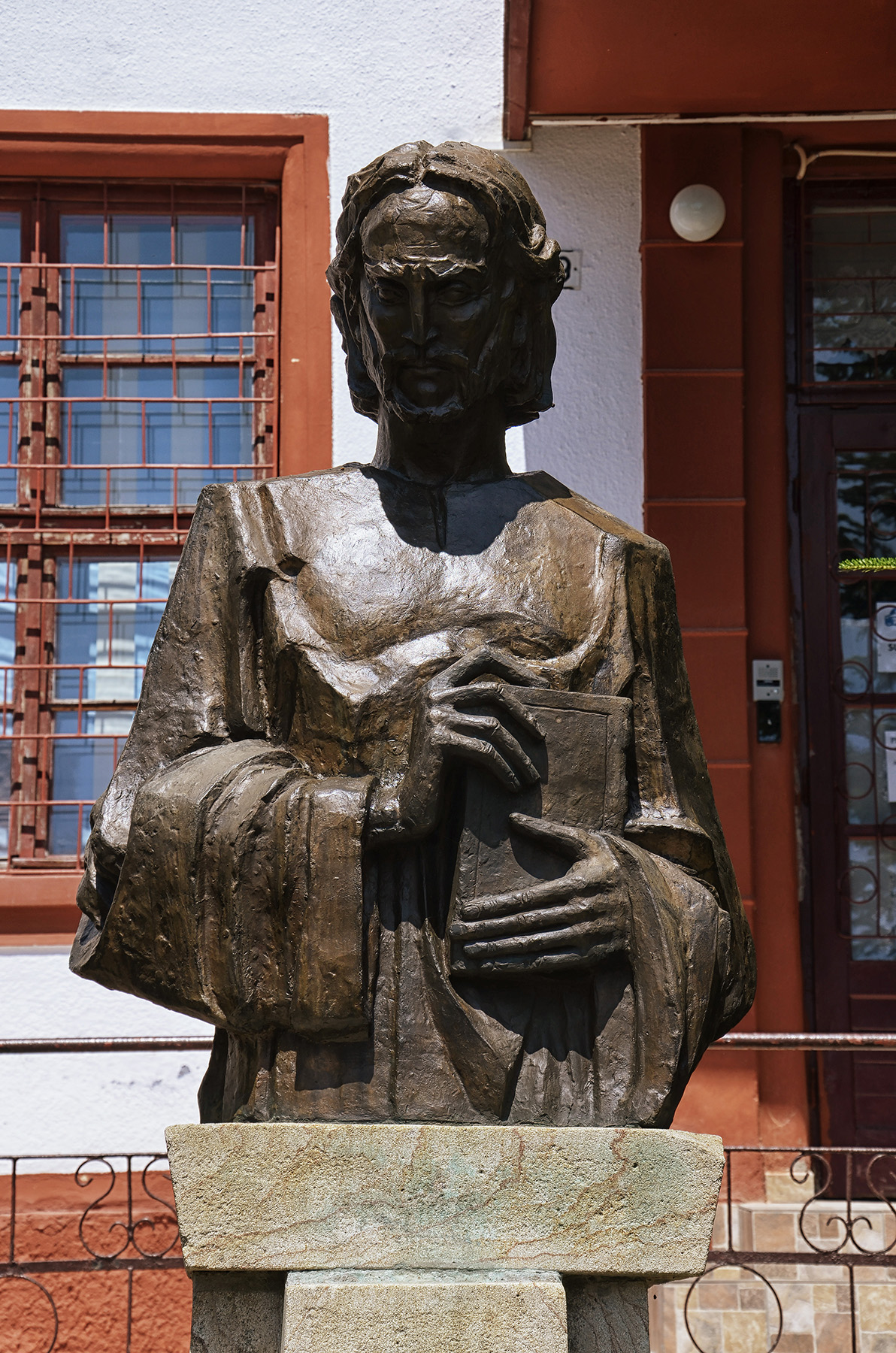
Bustul lui János Apáczai Csere
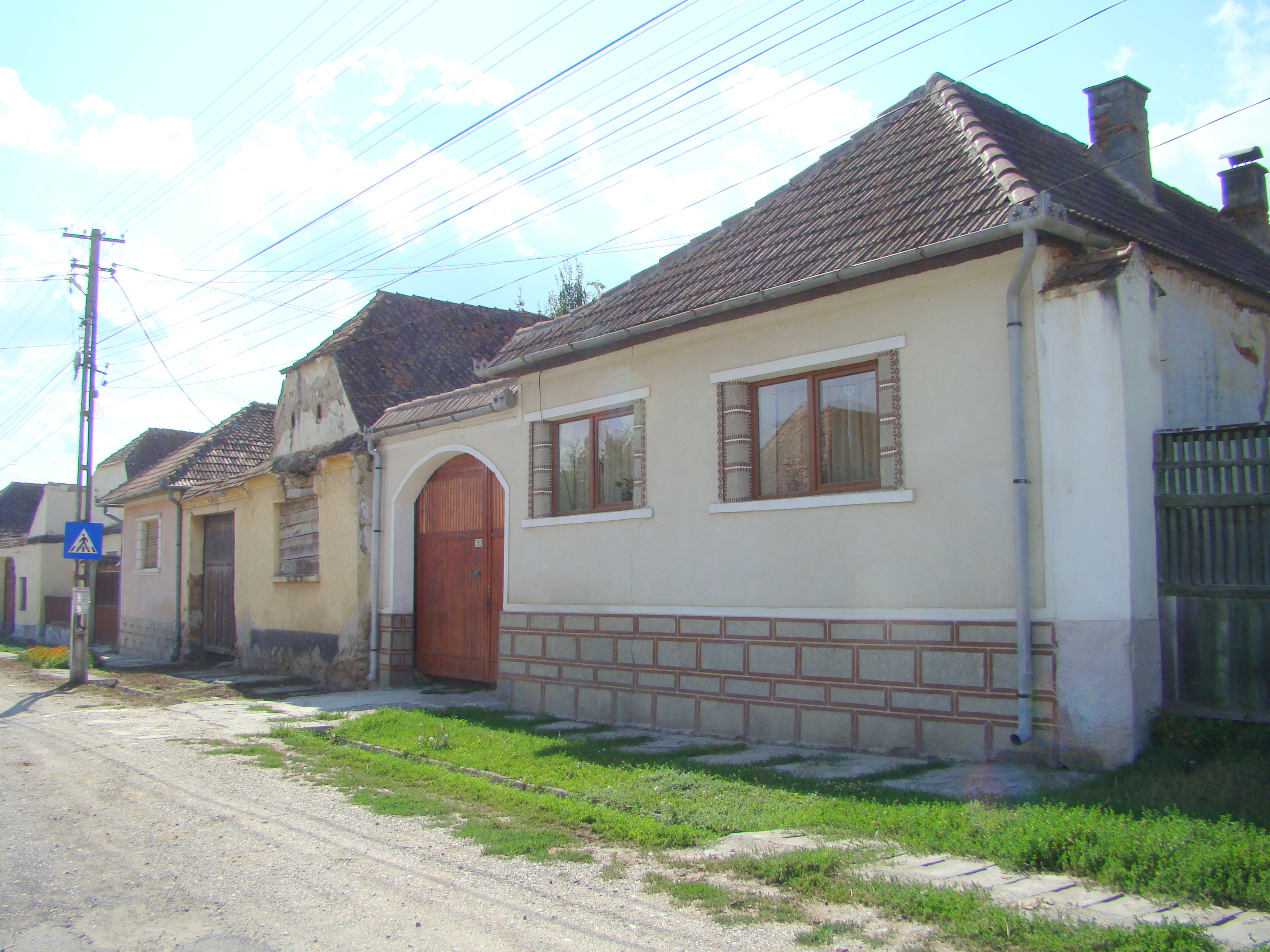
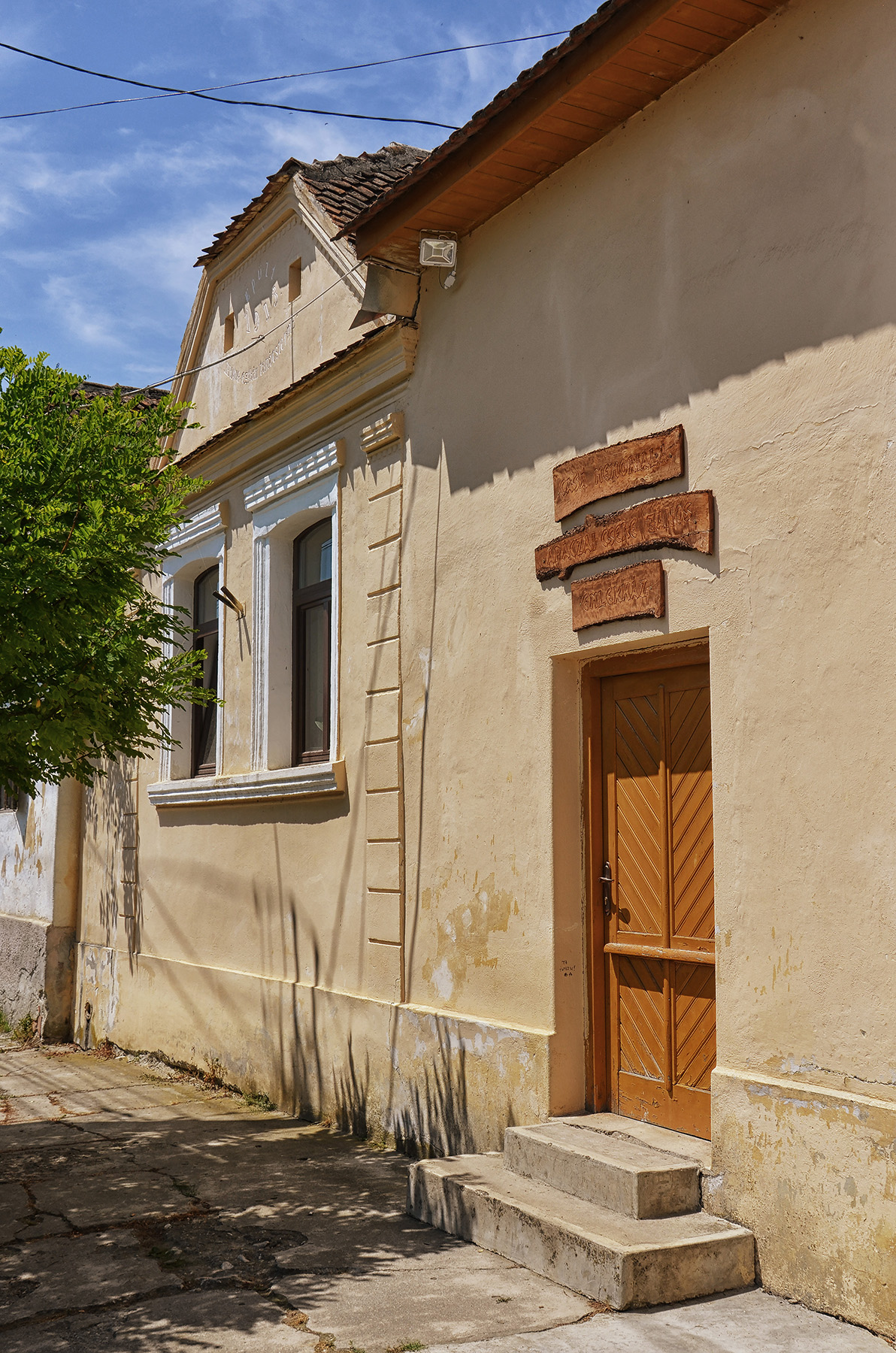
Casa memorială János Apáczai Csere
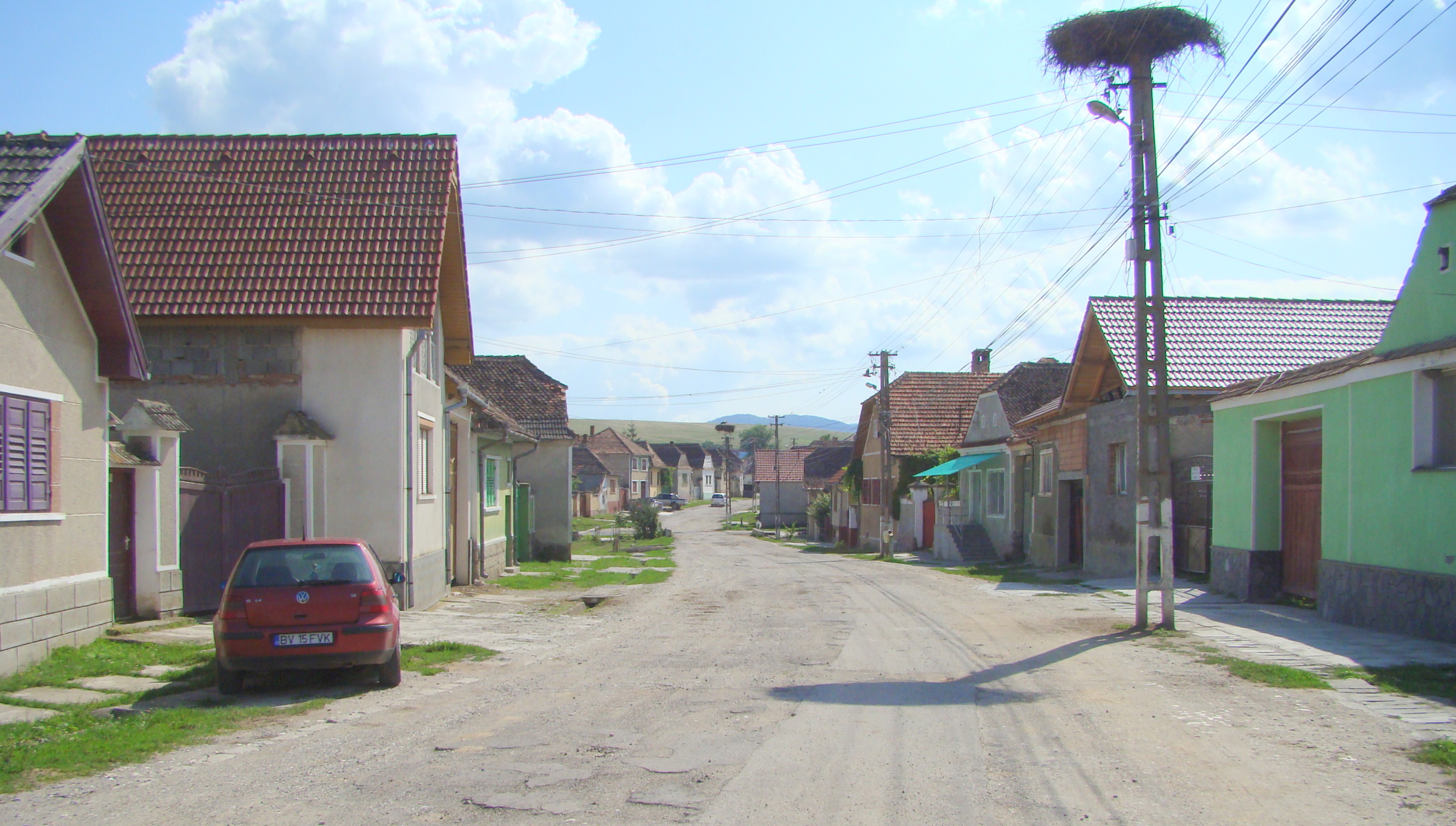